# Tauron Ekoenergia
Tauron Ekoenergia spółka z o.o. – spółka wchodząca w skład przedsiębiorstwa energetycznego Tauron Polska Energia. W okresie od 6 stycznia 2004 roku do 29 stycznia 2010 roku funkcjonowała pod nazwą „Jeleniogórskie Elektrownie Wodne Sp. z o.o.” Spółka zajmuje się eksploatacją elektrowni wodnych zbiornikowych i przepływowych oraz farm wiatrowych.

## Władze
- Przemysław Mandelt – Prezes Zarządu
- Przemysław Prus – Wiceprezes Zarządu

### Rada Nadzorcza
- Agnieszka Małocha – Przewodniczący
- Paulina Gierada – Wiceprzewodniczący
- Mariusz Paczkowski – Sekretarz

## Elektrownie
W marcu 2020 spółka eksploatowała 34 elektrownie wodne (11 zbiornikowych i 23 przepływowych) o łącznej mocy 124,279 MW oraz 9 farm wiatrowych, gdzie energię wytwarza 182 elektrowni wiatrowych o łącznej mocy 380,75 MW.
| Nr.                                    | Nazwa Elektrowni                      | Moc zainstalowana | Rzeka                   | Miejscowość                          | Typ elektrowni            | Typ turbin                               | Rok uruchomienia |
| Zespół Elektrowni Wodnych Jelenia Góra |                                       |                   |                         |                                      |                           |                                          |                  |
| 1                                      | Elektrownia wodna Bobrowice I         | ?                 | Bóbr                    | Siedlęcin                            | zbiornikowa               | Turbina Francisa                         | 1925             |
| 2                                      | Elektrownia wodna Bobrowice II        | ?                 | Bóbr                    | Siedlęcin                            | przepływowa               | Turbina Francisa (2)                     | 1932             |
| 3                                      | Elektrownia wodna Bobrowice III       | ?                 | Bóbr                    | Jelenia Góra                         | przepływowa               | Turbina Francisa                         | 1922             |
| 4                                      | Elektrownia wodna Kraszewice          | ?                 | Bóbr                    | Ocice                                | przepływowa               | Turbina Kaplana (2)                      | 1932             |
| 5                                      | Elektrownia wodna Leśna               | ?                 | Kwisa                   | Leśna                                | zbiornikowa               | Turbina Francisa (6)                     | 1907             |
| 6                                      | Elektrownia wodna Olszna              | ?                 | Bóbr                    | Stara Oleszna                        | przepływowa               | Turbina Kaplana (2)                      | 1958             |
| 7                                      | Elektrownia wodna Pilchowice          | ?                 | Bóbr                    | Pilchowice                           | zbiornikowa               | Turbina Francisa (6)                     | 1912             |
| 8                                      | Elektrownia wodna Pilchowice II       | ?                 | Bóbr                    | Nielestno                            | przepływowa (derywacyjna) | Turbina Francisa (3)                     | 1927             |
| 9                                      | Elektrownia wodna Szklarska Poręba I  | 736 kW            | Kamienna (dopływ Bobru) | Piechowice                           | przepływowa               | Turbina Francisa (2)                     | 1934             |
| 10                                     | Elektrownia wodna Szklarska Poręba II | ?                 | Kamienna (dopływ Bobru) | Szklarska Poręba                     | przepływowa               | Turbina Francisa (2)                     | 1900             |
| 11                                     | Elektrownia wodna Włodzice            | 1008 kW           | Bóbr                    | Włodzice Małe                        | przepływowa               | Turbina Kaplana (2)                      | 1935             |
| 12                                     | Elektrownia wodna Wrzeszczyn          | 4,2 MW            | Bóbr                    | Wrzeszczyn                           | Turbina Kaplana (2)       | zbiornikowa                              | 1927             |
| 13                                     | Elektrownia wodna Złotniki            | 4,42 MW           | Kwisa                   | Złotniki Lubańskie                   | zbiornikowa               | Turbina Francisa (3)                     | 1924             |
| 14                                     | Elektrownia wodna Bobrowice IV        | 1 MW              | Bóbr                    | Jelenia Góra                         | przepływowa               | Turbina Kaplana (2)                      | ?                |
| Zespół Elektrowni Wodnych Opole        |                                       |                   |                         |                                      |                           |                                          |                  |
| 15                                     | Elektrownia wodna Brzeg               | ?                 | Odra                    | Brzeg (miasto)                       | przepływowa               | Turbina Francisa (1)                     | 1923             |
| 16                                     | Elektrownia wodna Głębinów            | ?                 | Nysa Kłodzka            | Nysa                                 | zbiornikowa               | Turbina Kaplana (2)                      | 1971             |
| 17                                     | Elektrownia wodna Kopin               | ?                 | Odra                    | Zwanowice (wieś w powiecie brzeskim) | przepływowa               | Turbina Francisa (1)                     | 1923             |
| 18                                     | Elektrownia wodna Nysa                | ?                 | Nysa Kłodzka            | Nysa                                 | przepływowa               | Turbina Francisa (2)                     | 1923             |
| 19                                     | Elektrownia wodna Otmuchów            | ?                 | Nysa Kłodzka            | Otmuchów                             | zbiornikowa               | Turbina Kaplana (2)                      | 1933             |
| 20                                     | Elektrownia wodna Turawa              | 1,8 MW            | Mała Panew              | Turawa                               | zbiornikowa               | Turbina Kaplana (2)                      | 1937             |
| Zespół Elektrowni Wodnych Wałbrzych    |                                       |                   |                         |                                      |                           |                                          |                  |
| 21                                     | Elektrownia wodna Bystrzyca Kłodzka   | ?                 | Nysa Kłodzka            | Bystrzyca Kłodzka                    | przepływowa               | Turbina Francisa                         | 1924             |
| 22                                     | Elektrownia wodna Lubachów            | 1,93 MW           | Bystrzyca (dopływ Odry) | Lubachów                             | zbiornikowa               | Turbina Francisa (3)                     | 1916             |
| 23                                     | Elektrownia wodna Ławica              | 250 kW            | Nysa Kłodzka            | Ławica (województwo dolnośląskie)    | przepływowa               | Turbina Francisa (2)                     | 1923             |
| 24                                     | Elektrownia wodna Opolnica            | ?                 | Nysa Kłodzka            | Opolnica                             | przepływowa               | Turbina Francisa (2)                     | 1921             |
| Zespół Elektrowni Wodnych Wrocław      |                                       |                   |                         |                                      |                           |                                          |                  |
| 25                                     | Elektrownia wodna Janowice            | ?                 | Odra                    | Jeszkowice                           | przepływowa               | Turbina Francisa (2)                     | 1923             |
| 26                                     | Elektrownia wodna Marszowice          | ?                 | Bystrzyca (dopływ Odry) | Marszowice (Wrocław)                 | przepływowa               | Turbina Francisa (2)                     | 1923             |
| 27                                     | Elektrownia wodna Wały Śląskie        | 10,8 MW           | Odra                    | Wały (województwo dolnośląskie)      | przepływowa               | Turbina Kaplana (4)                      | 1959             |
| 28                                     | Elektrownia wodna Wrocław I           | 2,5 MW            | Odra                    | Wrocław                              | przepływowa               | Turbina Francisa (2) Turbina Kaplana (2) | 1924             |
| 29                                     | Elektrownia Wodna Wrocław II          | 1 MW              | Odra                    | Wrocław                              | przepływowa               | Turbina Kaplana (2)                      | 1925             |
| Zespół Elektrowni Wodnych Kraków       |                                       |                   |                         |                                      |                           |                                          |                  |
| 30                                     | Elektrownia wodna Rożnów              | 56 MW             | Dunajec                 | Rożnów (województwo małopolskie)     | zbiornikowa               | Turbina Francisa (4)                     | 1942             |
| 31                                     | Elektrownia wodna Czchów              | 8 MW              | Dunajec                 | Czchów                               | zbiornikowa               | Turbina Kaplana (2)                      | 1954             |
| 32                                     | Elektrownia wodna Dąbie               | 2,94 MW           | Wisła                   | Dąbie (Kraków)                       | przepływowa               | Turbina Kaplana (2)                      | 1961             |
| 33                                     | Elektrownia wodna Przewóz             | 2,94 MW           | Wisła                   | Nowa Huta (Kraków)                   | przepływowa               | ?                                        | 1954             |
| 34                                     | Elektrownia wodna Olcza               | 320 kW            | Olczyski Potok          | Zakopane                             | przepływowa               | Turbina Francisa (2)                     | 1945             |
| 35                                     | Elektrownia wodna Kuźnice             | 260 kW            | Bystry Potok            | Zakopane                             | przepływowa               | Turbina Francisa (2)                     | 1915             |